# Sitzteiler
Als Sitzteiler wird der fixe Abstand eines Sitzes zum davorliegenden Sitz (Reihenbestuhlung) oder gegenüberliegenden Sitz (Vis-à-vis) in einem öffentlichen Verkehrsmittel bezeichnet.
Er beschreibt weder
- den Abstand zwischen dem vorderen Ende des Sitzpolsters eines Sitzes zur davorliegenden Rückenlehne (Beinfreiheit)
- noch den Abstand vom Ende des Rückenpolsters zur davorliegenden Rückenlehne des Vordersitzes (Sitztiefe)

Diese Abstände sind regelmäßig wesentlich geringer.
Sitzteiler unterscheiden sich je nach Verkehrsmittel, der gewählten Reiseklasse (Beförderungs- oder Wagenklasse) und stellen demnach ein Komfortmerkmal während einer Reise dar.
Ausgewählte Beispiele von Sitzteilern verschiedener Fernverkehrsmittel  in Deutschland:
| Verkehrsmittel                              | Sitzanordnung | Business / 1. Wagenklasse | Economy / 2. Wagenklasse |
| ------------------------------------------- | ------------- | ------------------------- | ------------------------ |
| Intercity-Express (Deutsche Bahn)           | Reihe         | 105,0 cm – 93,0 cm        | 97,1 cm – 85,6 cm        |
| Intercity (Deutsche Bahn)                   | Reihe         | 110,0 cm – 97,5 cm        | 94,0 – 85,0 cm           |
| Fernbus (Flixbus)                           | Reihe         | –                         | 83,0 cm – 70,0 cm        |
| Mittelstreckenflugzeug (Deutsche Lufthansa) | Reihe         | 76,2 cm                   | 76,2 cm                  |
| Intercity-Express (Deutsche Bahn)           | Vis-à-vis     | 210,0 cm – 195,6 cm       | 201,4 cm – 180,2 cm      |
| Intercity (Deutsche Bahn)                   | Vis-à-vis     | 230,6 cm – 195,0 cm       | 199,6 cm – 170,0 cm      |

Unter Sitzteilung wird die Anzahl der Sitze rechts und links des Mittelgangs verstanden, sofern es sich nicht um Längssitz(bänk)e handelt. Gängige Sitzteiler im öffentlichen Personennahverkehr sind:
- 1+1 = je ein Sitz rechts und links des Mittelgangs
- 2+1 = zwei Sitze rechts und ein Sitz links des Mittelgangs (oder umgekehrt)
- 2+2 = je zwei Sitze rechts und links des Mittelgangs
- 3+2 = drei Sitze rechts und zwei Sitze links des Mittelgangs (oder umgekehrt)
- 3+3 = je drei Sitze rechts und links des Mittelgangs

Die Anzahl der Sitze in Querrichtung ergibt alleine noch keinen Hinweis auf den Komfort, dazu muss zusätzlich die Breite des Fahrzeugs und die Breite des Mittelgangs bekannt sein. Eine direkte Aussage zum Komfort liefert die Sitzbreite.

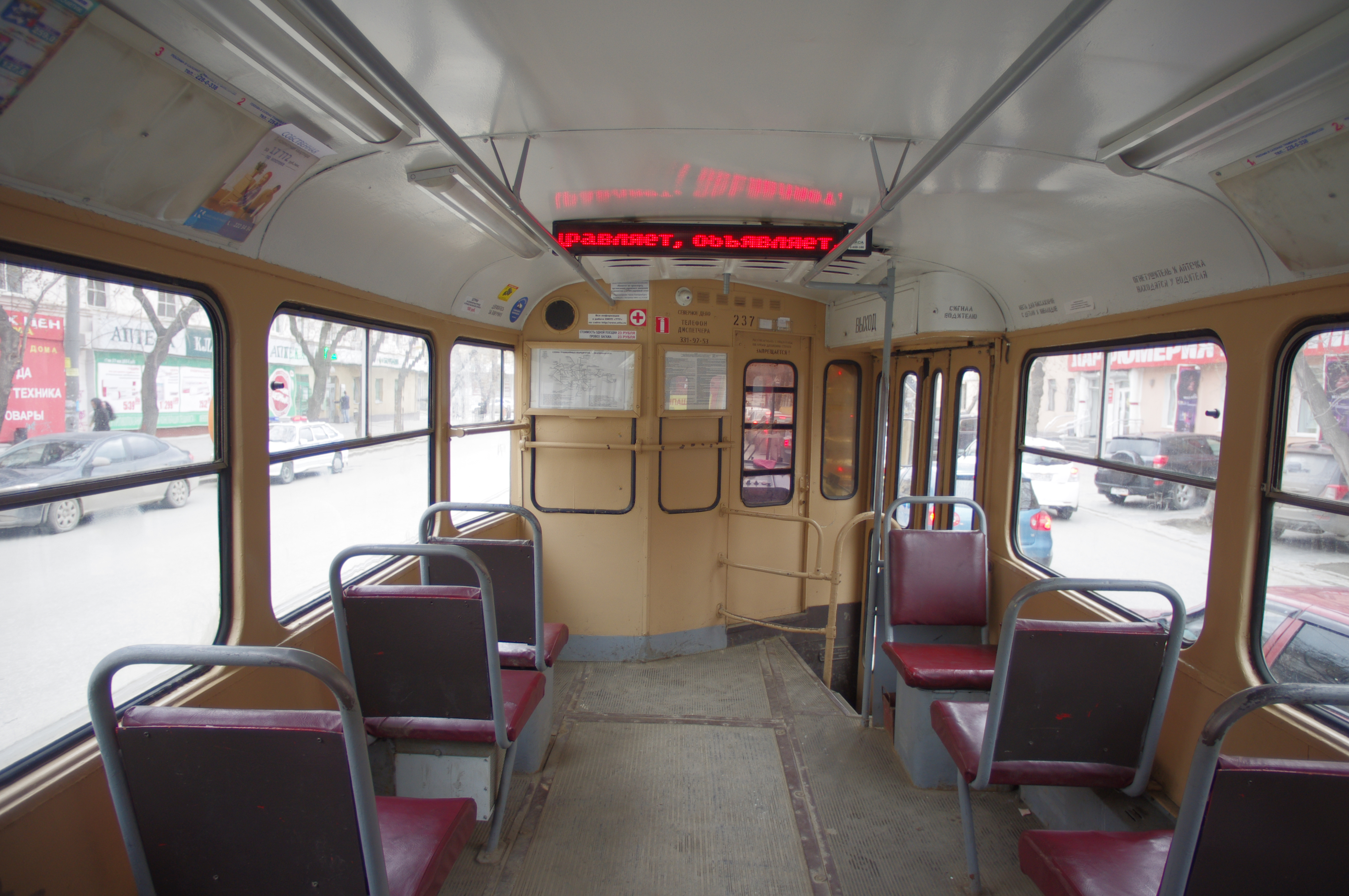
Sitzteiler 1+1 in einer russischen Straßenbahn
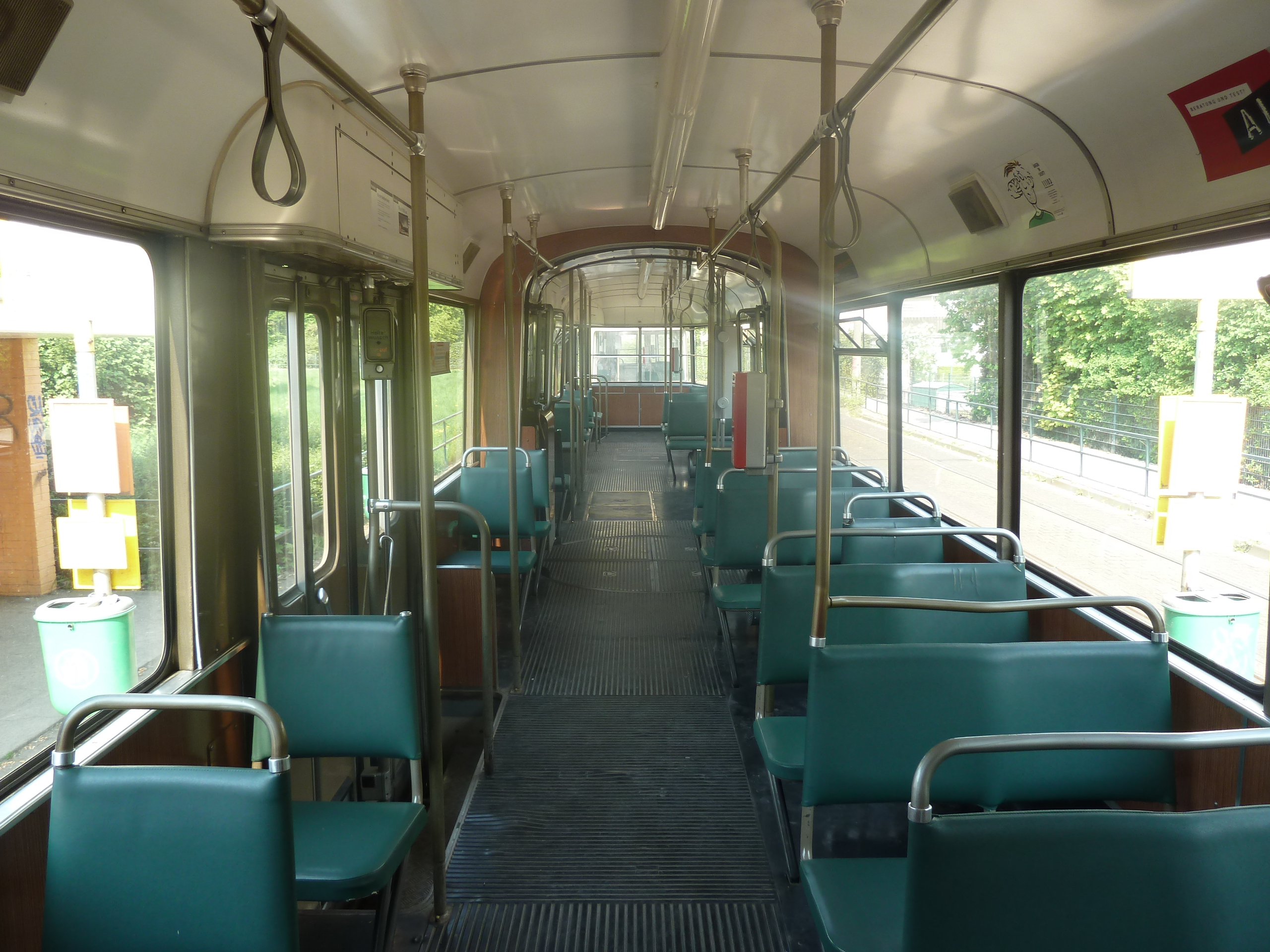
Sitzteiler 2+1 in einem Duewag-Gelenkwagen
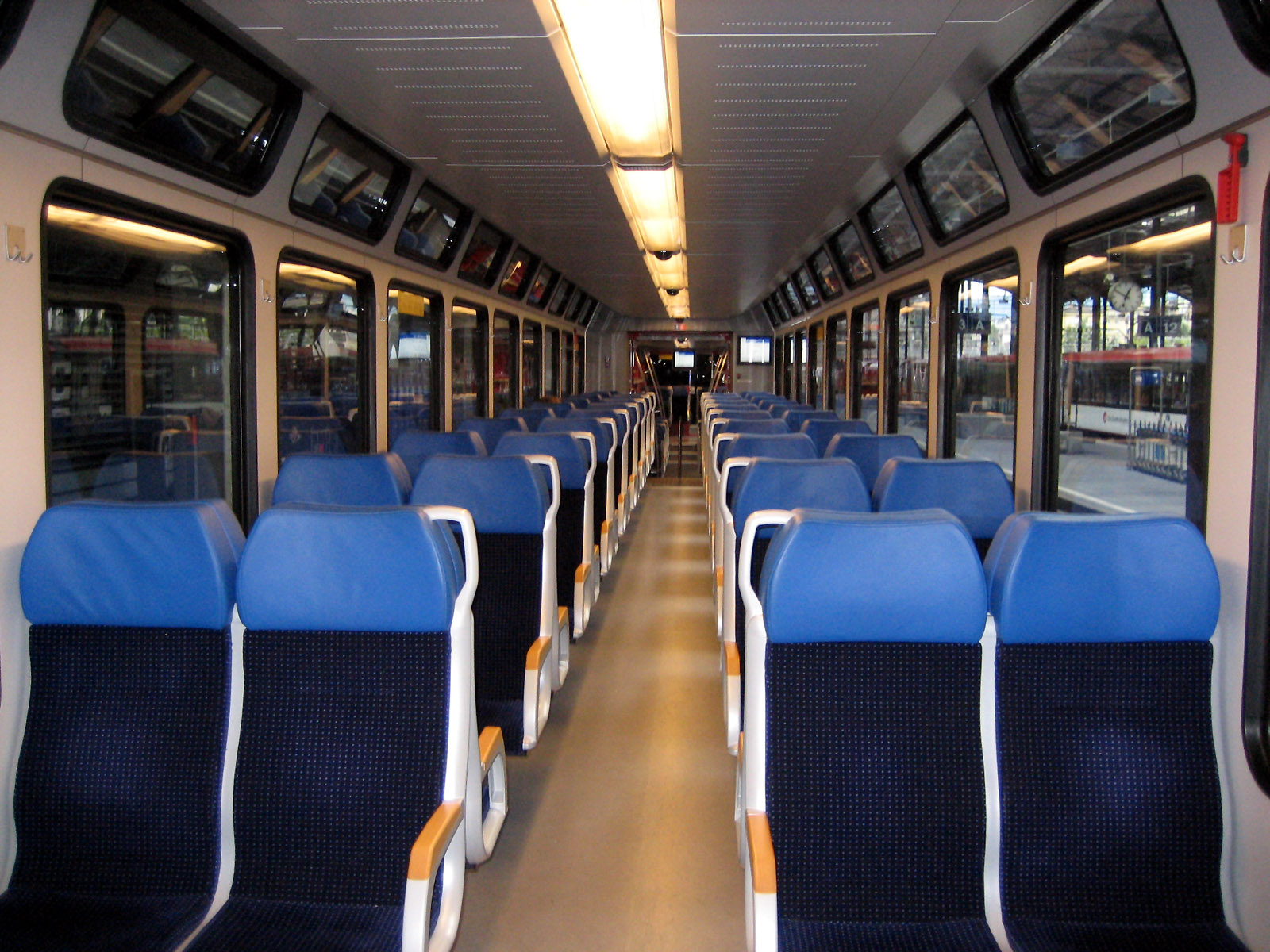
Sitzteiler 2+2 in einem Triebwagen der Zentralbahn
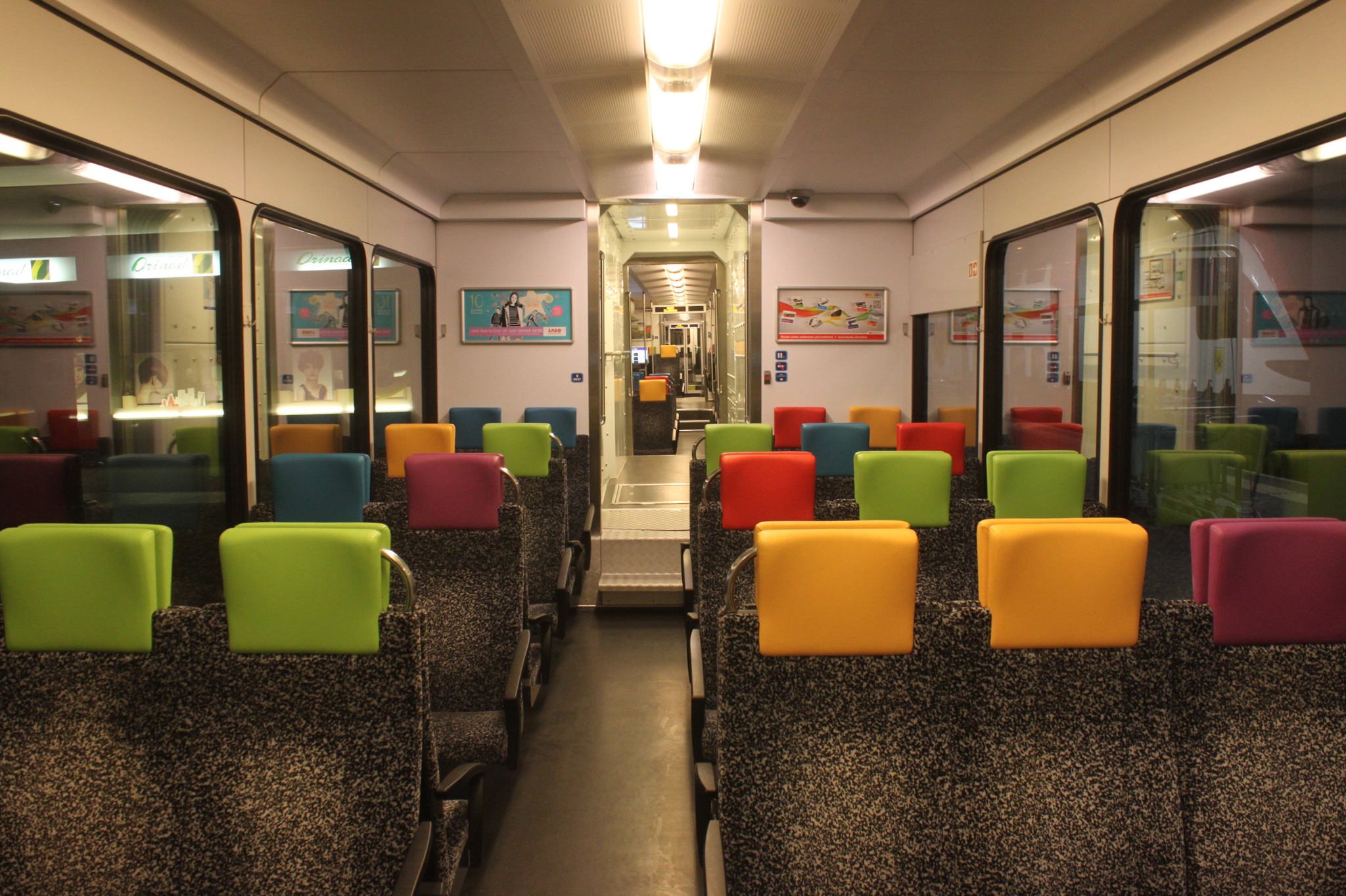
Ein Stadler-GTW-Triebwagen mit dem Sitzteiler 3+2
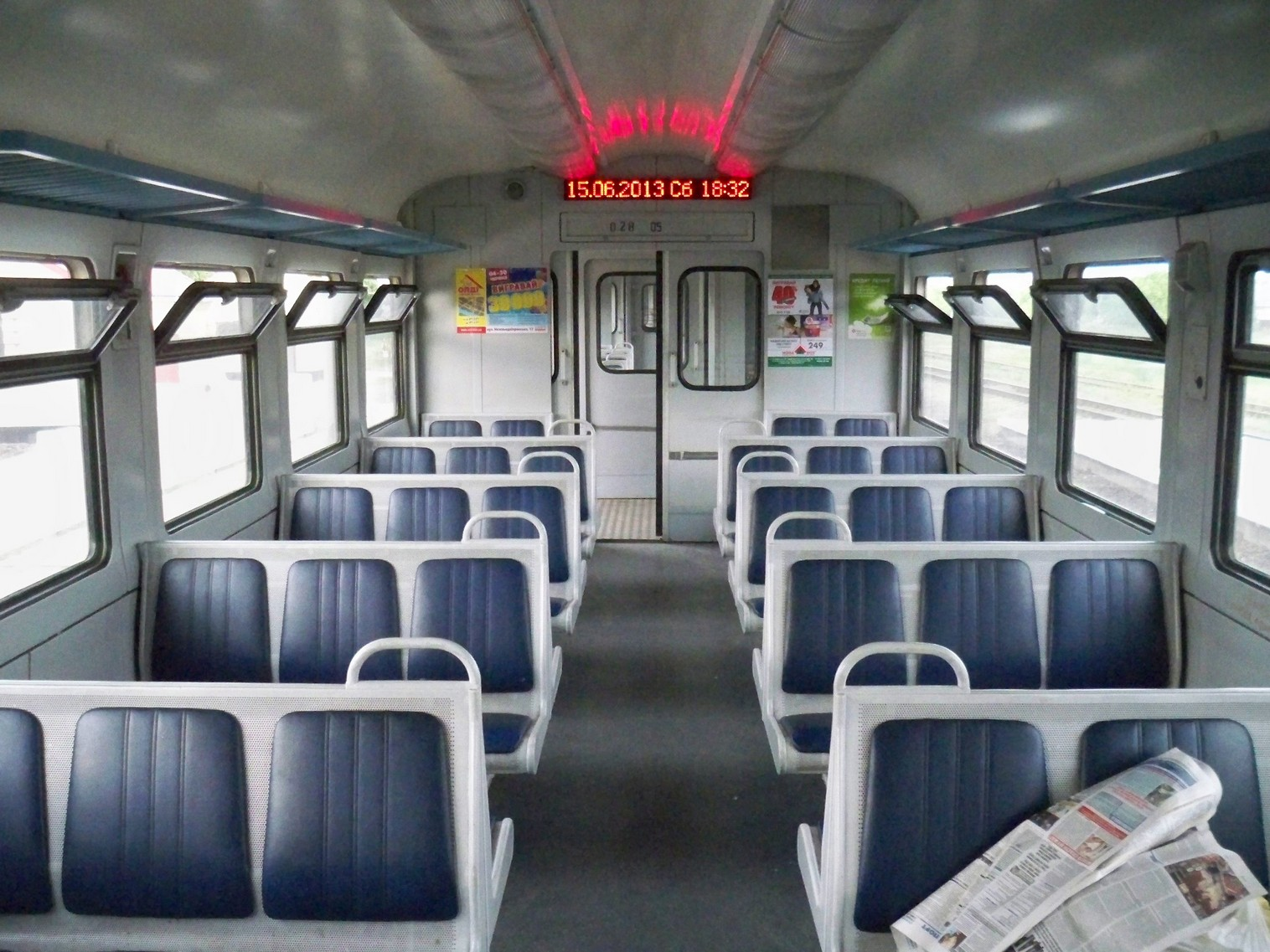
Ein ukrainischer Nahverkehrszug mit dem Sitzteiler 3+3